# مغامرات روكي وبولوينكل
مغامرات روكي وبولوينكل هو فيلم حركة تم إنتاجه في الولايات المتحدة وصدر في سنة 2000. من بطولة جوون فوراي وبايبر بيرابو ورينيه روسو وجيسون الكسندر وروبرت دي نيرو.

## الميزانية والإيرادات
بلغت تكلفة إنتاج الفيلم حوالي 76 مليون دولار بينما حقق أرباحا تقدر بـ 35143820 دولار.

## وصلات خارجية
- مغامرات روكي و بولوينكل على موقع IMDb (الإنجليزية)
- مغامرات روكي و بولوينكل على موقع ميتاكريتيك (الإنجليزية)
- مغامرات روكي و بولوينكل على موقع روتن توميتوز (الإنجليزية)
- مغامرات روكي و بولوينكل على موقع نتفليكس (الإنجليزية)
- مغامرات روكي و بولوينكل على موقع قاعدة بيانات الأفلام العربية
- مغامرات روكي و بولوينكل على موقع ألو سيني (الفرنسية)
- مغامرات روكي و بولوينكل على موقع Turner Classic Movies (الإنجليزية)
- مغامرات روكي و بولوينكل على موقع أول موفي (الإنجليزية)
- مغامرات روكي و بولوينكل على موقع بوكس أوفيس موجو (الإنجليزية)
- مغامرات روكي و بولوينكل على موقع فيلمافينيتي (الإسبانية)